# Proclitus foveatus
Proclitus foveatus är en stekelart som beskrevs av Dasch 1992. Proclitus foveatus ingår i släktet Proclitus och familjen brokparasitsteklar. Inga underarter finns listade i Catalogue of Life.